# Herb Swilengradu

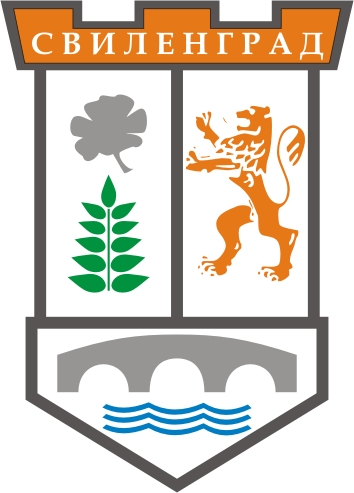
Herb Swilengradu

Herb Swilengradu – tarcza herbowa herbu podzielona jest na 4 części. U podstawy herbu przedstawiona jest rzeka Marica wraz ze zabytkowym starym mostem. Po środkowej lewej stronie herbu rozmieszczony jest liść koniczyny i liść tytoniu, symbolizujący gospodarkę rolną i produkcję tytoniu w Swilengradzie. Po środkowej prawej stronie herbu rozmieszczony jest lew, symbolizujący siłę i moc bułgarskiego narodu. Na górze herbu występuje korona na pomarańczowym tle stanowiąca symbol niezależności, w której wpisana jest nazwa miejscowości.